# Trumpington
Trumpington – wieś w Anglii, w Cambridgeshire, w dystrykcie Cambridge. W 2011 miejscowość liczyła 8034 mieszkańców. Trumpington jest wspomniana w Domesday Book (1086) jako Trunpinton(e).